# Congosorex phillipsorum
Congosorex phillipsorum é uma espécie de musaranho da família Soricidae. Endêmica da Tanzânia.